# Chiesa di Santa Maria Assunta (Cella Dati)
La chiesa di Santa Maria Assunta è la parrocchiale di Cella Dati, in provincia e diocesi di Cremona; fa parte della zona pastorale 4.

## Storia
La prima citazione di una chiesa a Cella Dati risale al 1187.
Nel Codex Sicardi, redatto tra la fine del Duecento e l'inizio del Trecento, si fa menzione dell'ecclesia de Cella ultra padum, che era una chiesa battesimale.
Grazie alle Rationes Censum et Decimarum del 1404 si conosce che, a quel tempo, la chiesa era inserita nella pieve foraniale di Gurata.
La parrocchiale venne riedificata nel XV secolo e consacrata il 30 settembre del 1487 dall'amministratore apostolico di Cremona Ascanio Maria Sforza Visconti.
Dalla relazione della visita pastorale del 1599 del vescovo Cesare Speciano s'apprende che la chiesa era inserita nel vicariato di Pieve Gurata e che i fedeli erano 400.
Tra il 1910 ed il 1914 l'edificio subì un intervento di rifacimento che lo portò ad avere l'attuale conformazione a tre navate.

## Interno
Opere di pregio conservate all'interno della chiesa sono una tela seicentesca con soggetto San Gerolamo e una settecentesca con Sant'Antonio Abate, l'altare ligneo dei Corpi Santi, impreziosito da una tela raffigurante Sant'Omobono assieme alle sante Lucia ed Agata, opera di Jacopo Miradori, e la pala che rappresenta la Madonna col Bambino assieme ai Santi Gioacchino, Giuseppe ed Anna, realizzata da Giacomo Guerrini.